# Барж (Златна обала)
Барж (фр. Barges) насеље је и општина у источном делу централне Француске у региону Бургоња, у департману Златна обала која припада префектури Дижон.
По подацима из 2011. године у општини је живело 478 становника, а густина насељености је износила 124,16 становника/km². Општина се простире на површини од 3,85 km². Налази се на средњој надморској висини од 214 метара (максималној 227 m, а минималној 203 m).

## Демографија
| 1962. | 1968. | 1975. | 1982. | 1990. | 1999. | 2011. |
| ----- | ----- | ----- | ----- | ----- | ----- | ----- |
| 132   | 143   | 179   | 315   | 349   | 336   | 478   |

График промене броја становника у току последњих година